# أبو الفوارس أحمد بن يعقوب
أبو الفوارس أحمد بن يعقوب كان عالم دين إسماعيلي وداعٍ، في أوائل القرن الحادي عشر، وكان ناشطًا في الشام، التي كانت في ذلك الوقت تحت حكم الخلافة الفاطمية إلى حد كبير. كان أبو الفوارس ناشطًا في عهد الإمام الخليفة الفاطمي الحاكم (حكم. 996–1021)، ومعاصر للعلماء الإسماعيليين أحمد بن إبراهيم النيسابوري وحميد الدين الكرماني . وقد شرح الثلاثة أفكار الإسماعيلية حول الإمامة، بشكل مستقل على ما يبدو، حيث أنهم لا يستشهدون بأعمال بعضهم البعض.
العمل الوحيد المعروف لأبي الفوارس هو رسالة في الإمامة، والتي من المحتمل أنها أُلفت قبل عام 1017، وهي مقسمة إلى ستة عشر فصلًا، اُختُيرَت عمدًا لتتوافق مع كون الحاكم هو الإمام السادس عشر للإسماعيليين. وفيها يجادل أبو الفوارس حول وجود الإمامة كضرورة، لأن المسلمين يختلفون في مسائل في القرآن والسنة والشريعة، وبالتالي هي تحتاج لمُوضح كافية لوحدها. وقد نُشرت هذه الرسالة في طبعة نقدية مع ترجمة إنجليزية لسامي ن. مكارم تحت عنوان العقيدة السياسية للإسماعيليين: الإمامة (بالإنجليزية: The Political Doctrine of the Ismāʿīlīs: The Imamate). دار نشر كارافان، في ديلمار، في نيويورك، 1977.